# Rose Green
Rose Green ist ein Weiler in der Gemeinde Lindsey, im District Babergh in der Grafschaft Suffolk, England. Es verfügt über fünf denkmalgeschützte Gebäude, nämlich Barn Owned by Mr D Nesbitt Approximately 140 Yards (126 Metres) South of White Rose Inn, Chapel Farmhouse, Chapel of St James, Cottage Approximately 100 Yards (90 Metres) South West of White Rose Inn, und White Rose Inn.